# Potschinki (Nischni Nowgorod)
Potschinki (russisch Почи́нки) ist ein Dorf in der Oblast Nischni Nowgorod (Russland) mit 11.891 Einwohnern (Stand 14. Oktober 2010).

## Geographie
Der Ort liegt am nordwestlichen Rand der Wolgaplatte, im äußersten Südosten der Oblast Nischni Nowgorod unweit der Grenze zur Republik Mordwinien, knapp 200 Kilometer Luftlinie von der Oblasthauptstadt Nischni Nowgorod entfernt. Durch Potschinki fließt das Flüsschen Rudnja, das einige Kilometer nördlich in den linken Sura-Nebenfluss Alatyr mündet.
Potschinki ist Verwaltungszentrum des gleichnamigen Rajons Potschinki. Dem Dorfsowjet Potschinki sind neben dem Dorf Potschinki noch die Dörfer Nowospasskoje (7 km südlich), Dubrowo (13 km südwestlich) und Tagajewo (6 km westlich), die Weiler Seljonaja Roschtscha und Karmalei sowie die Siedlungen Ossinki und Penkosawoda unterstellt.

## Geschichte
Erstmals erwähnt wurde eine Ortschaft an Stelle des heutigen Potschinki im Jahre 1628 als mordwinisches Dorf Anudemir oder auch Potschinok Keuschtanow, welches von Tataren zerstört und deshalb von den Bewohnern verlassen wurde. 1647 kaufte der Moskauer Bojar Boris Morosow – einer der als „Erzieher“ des minderjährigen Zaren Alexei I. und faktischer Regent Russlands einflussreichsten und reichsten Feudalherren jener Zeit; er besaß bis zu 274 Dörfer und 40.000 Leibeigene – die Ländereien aus Staatsbesitz und siedelte dort aus dem Moskauer Umland stammende leibeigene Bauern an. Dieses Jahr gilt als Gründungsjahr des Ortes, der zunächst Nowo-Roschdestweno genannt wurde.
Morosow baute in Potschinki eine Pottasche-Produktion auf, die in den folgenden 100 Jahren einen bedeutenden Umfang annahm. Als in der Mitte des 18. Jahrhunderts die dafür notwendigen Wälder der näheren Umgebung abgeholzt waren, wurde 1760 die Pottasche-Herstellung eingestellt und auf Veranlassung der Zarin Elisabeth ein großes Gestüt zur Versorgung des Kavallerieregimentes der kaiserlichen Leibgarde (Konny leib-gwardii polk) gegründet.
1779 erhielt Potschinki das Stadtrecht als Stadt des Ujesds Lukojanow des Gouvernements Nischni Nowgorod. In den Folgejahren wurde die Stadt nach einem Generalplan regelmäßig bebaut. Das 1781 eingeführte Stadtwappen nahm Bezug auf das Gestüt als prägendes Wirtschaftsunternehmen des Ortes. Gegen Ende des 19. Jahrhunderts übertraf die Einwohnerzahl von Potschinki die des Ujesdverwaltungszentrums Lukojanow um mehr als das Vierfache. Dennoch stagnierte die Wirtschaftsentwicklung des abseits der wichtigsten Verkehrswege wie der in der zweiten Hälfte des Jahrhunderts entstandenen Eisenbahnstrecken gelegenen Ortes.
1922 verlor Potschinki das Stadtrecht und ist seither Selo. Die heutige Bevölkerungszahl übertrifft die des ausgehenden 19. Jahrhunderts nur geringfügig. Mit der administrativen Neuordnung nach Gründung der Oblast Nischni Nowgorod 1929 wurde Potschinki in den 1930er-Jahren dennoch Verwaltungszentrum eines Rajons.

### Bevölkerungsentwicklung
| Jahr | Einwohner |
| ---- | --------- |
| 1897 | 9.851     |
| 1939 | 9.696     |
| 1959 | 7.354     |
| 1970 | 8.411     |
| 1979 | 8.601     |
| 1989 | 11.148    |
| 2002 | 11.925    |

Anmerkung: Volkszählungsdaten

## Kultur und Bildung
In Potschinki als typischem Beispiel für eine russische Provinzkleinstadt des 19. Jahrhunderts ist eine Reihe von Gebäuden aus dieser Zeit erhalten. Der Komplex des Gestüts aus den Jahren 1817 bis 1825 ist als kulturhistorisches Denkmal geschützt, befindet sich aber in einem schlechten Erhaltungszustand. Pläne zur Restaurierung aus den 1990er-Jahren wurden nicht umgesetzt.

## Wirtschaft und Infrastruktur
Potschinki ist Zentrum eines Landwirtschaftsgebietes mit einigen Betrieben zur Verarbeitung landwirtschaftlicher Erzeugnisse sowie der Bauwirtschaft. Das 250 Jahre alte Gestüt Potschinki, eines der ältesten Russlands, in dem unter anderem im 20. Jahrhundert die Rasse Sowjetisches Kaltblut neu gezüchtet wurde, ist gegenwärtig zahlungsunfähig und steht wegen unklarer Eigentumsverhältnisse vor der Auflösung.
Bei Potschinki kreuzen sich mehrere Erdgaspipelines. 2007 wurde mit dem Bau der Pipeline Potschinki – Grjasowez begonnen, die zunächst die Gasversorgung Nordwestrusslands stabilisieren und als Zuleitung zur Pipeline Nord Stream nach  Westeuropa dienen soll, später mit Fertigstellung einer neuen Pipeline von der Jamal-Halbinsel nach Nordwestrussland in umgekehrter Richtung der Versorgung Zentralrusslands.
Die nächstgelegene Bahnstation befindet sich bei der gut zehn Kilometer nördlich gelegenen Siedlung Uschowka an der auf diesem Abschnitt 1901 eröffneten Strecke von Rusajewka über Arsamas nach  Nischni Nowgorod (Streckenkilometer 119). Durch Potschinki führt die Fernstraße R178, die Nischni Nowgorod über die mordwinische Hauptstadt Saransk und Pensa mit Saratow verbindet.